# Glitterjurk
Glitterjurk is het tweede album van het Nederlandse muziek- en cabaretduo Jurk! bestaande uit Jeroen van Koningsbrugge en Dennis van de Ven. Het album werd uitgebracht op 8 februari 2013. De eerste single van het album, Als ik bij jou ben, verscheen op 11 januari 2013. De tweede single van het album, Vrij, kwam uit op 26 maart 2013. Naar aanleiding van het album werd begin 2013 een theatertournee gestart, eveneens getiteld Glitterjurk. Deze werd op 6 mei 2013 afgesloten in Carré. 

## Tracklist
1. "Allerbeste vriend" – 2:52
2. "De stilte" – 3:26
3. "Buurman" – 3:35
4. "Huil je tranen droog" – 4:20
5. "Als ik bij jou ben" – 3:30
6. "Hakken" – 4:15
7. "Vrij" – 3:28
8. "Huil nou" – 4:05
9. "Dit is het leven" – 3:27
10. "Ik voel dat ik je ken" – 3:27
11. "Meer" – 4:27
12. "Slaap lekker lief" – 4:35
13. "Ze zullen weten" – 2:19